# Municipio de Mount Holly
Mt Holly (oficialmente, Municipio de Mount Holly) es un municipio situado en el condado de Burlington, Nueva Jersey, Estados Unidos. Tiene una población estimada, a mediados de 2023, de 10 151 habitantes.
Es la sede del condado.

## Demografía
Según la estimación 2018-2022 de la Oficina del Censo, los ingresos medios de los hogares de la localidad son de $81,605 y los ingresos medios de las familias son de $96,359. Los ingresos per cápita en los últimos doce meses, medidos en dólares de 2022, son de $36,531. Alrededor del 10.7% de la población está por debajo de la línea de pobreza.